# Oenoptila egeria
Oenoptila egeria är en fjärilsart som beskrevs av William Schaus 1912. Oenoptila egeria ingår i släktet Oenoptila och familjen mätare. Inga underarter finns listade i Catalogue of Life.